# Potterierei

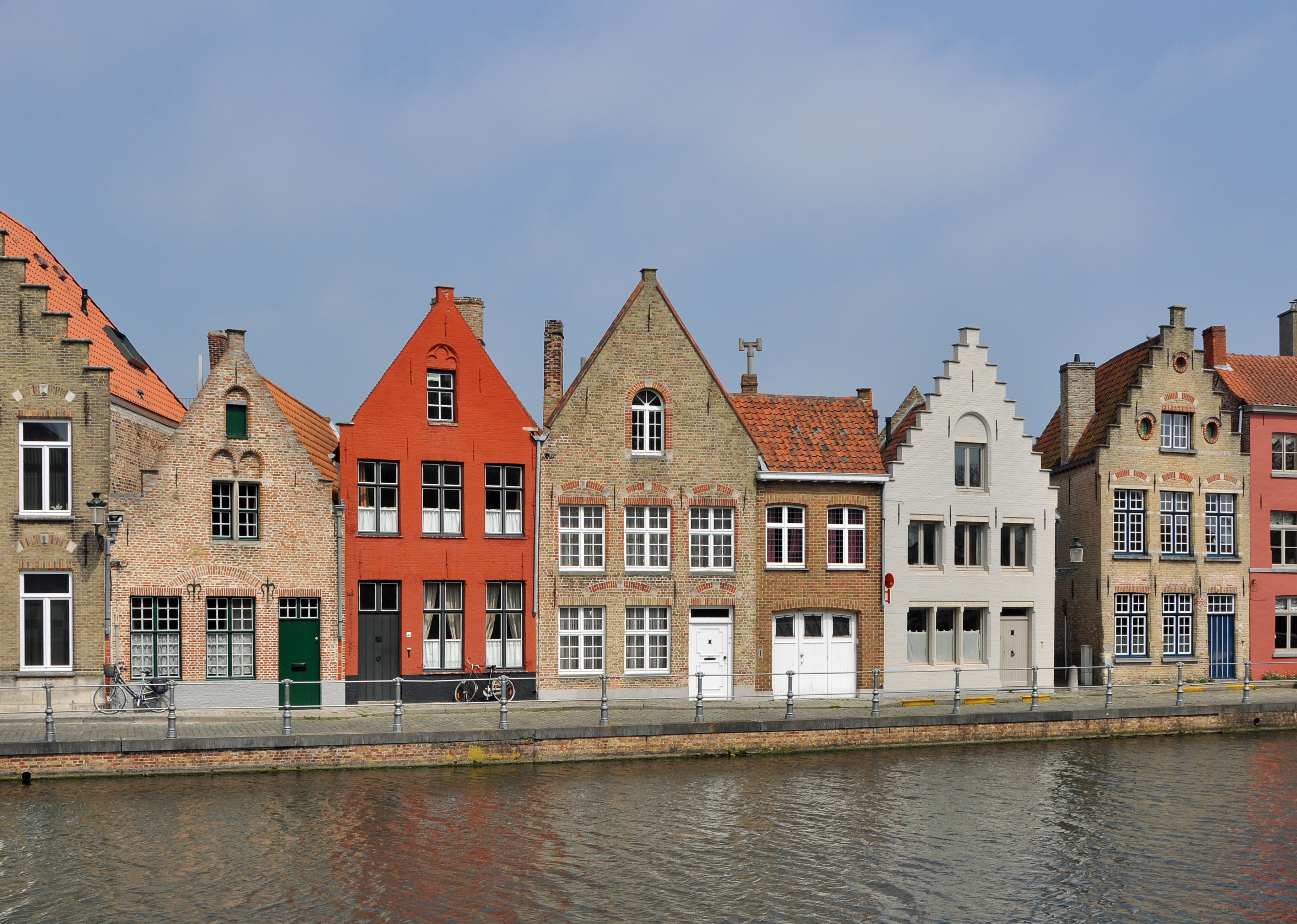
Huizen aan de Potterierei

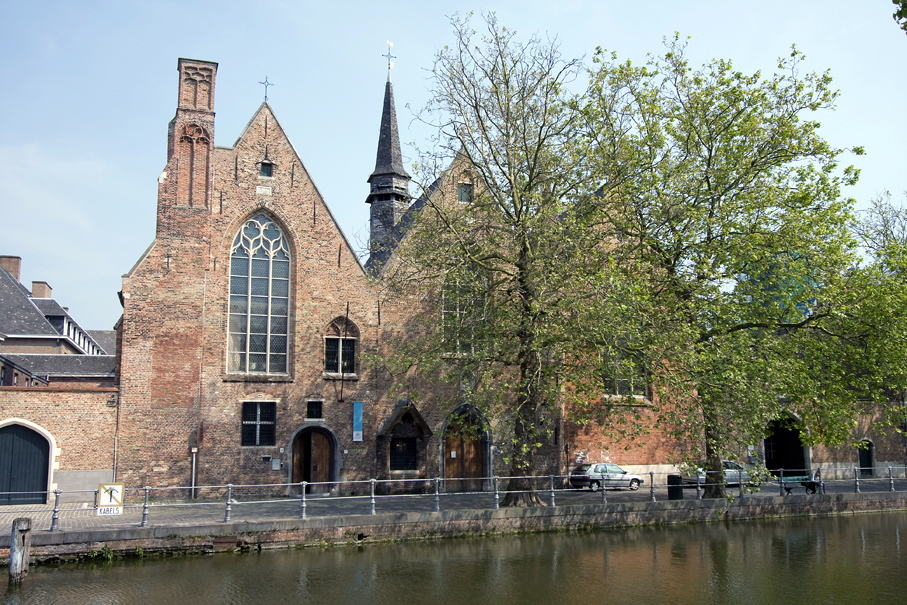
Onze-Lieve-Vrouw-ter-Potteriekerk

De Potterierei is een straat in Brugge. Ze loopt op de oostelijke oever van de Langerei.

## Beschrijving
De straat ontleent haar naam aan het Potteriehospitaal, dat erlangs staat. Het hospitaal van Onze-Lieve-Vrouw ter Potterie ontstond ten laatste in 1269, het jaar waarin de eerste voogdennaam werd opgetekend, die van Jan van Scheepsdale. De officiële stichtingsakte dateert van 1276. In documenten komt de naam voor:
- 1290: pro hospitio de Potteria;
- 1299: hospitalis de Potteria;
- 1399: de Potterije.

Het was noodzakelijk een onderscheidende naam te hebben, want er waren heel wat 'hospices' of hospitalen in de stad. Er werd gekozen voor de Potterie omdat er verschillende pottenbakkers langs die rei actief waren en wellicht waren er ook geweest op de plek waar het hospitaal werd gebouwd.
Er bestaat ook een (weliswaar kleine) mogelijkheid dat het om een eigendom ging van een heer van de Potterie.
De Potterierei loopt van de Sint-Annarei aan de kruising met de Carmersstraat tot aan de Kruisvest en de Dampoort.

## Archeologische vondsten
Bij bouwwerken en opgravingen op percelen langs de Potterierei werden grote hoeveelheiden aardewerk en pottenbakkersafval gevonden. Deze vondsten wijzen op de aanwezigheid van verschillende pottenbakkers op deze locatie tijdens de late middeleeuwen.

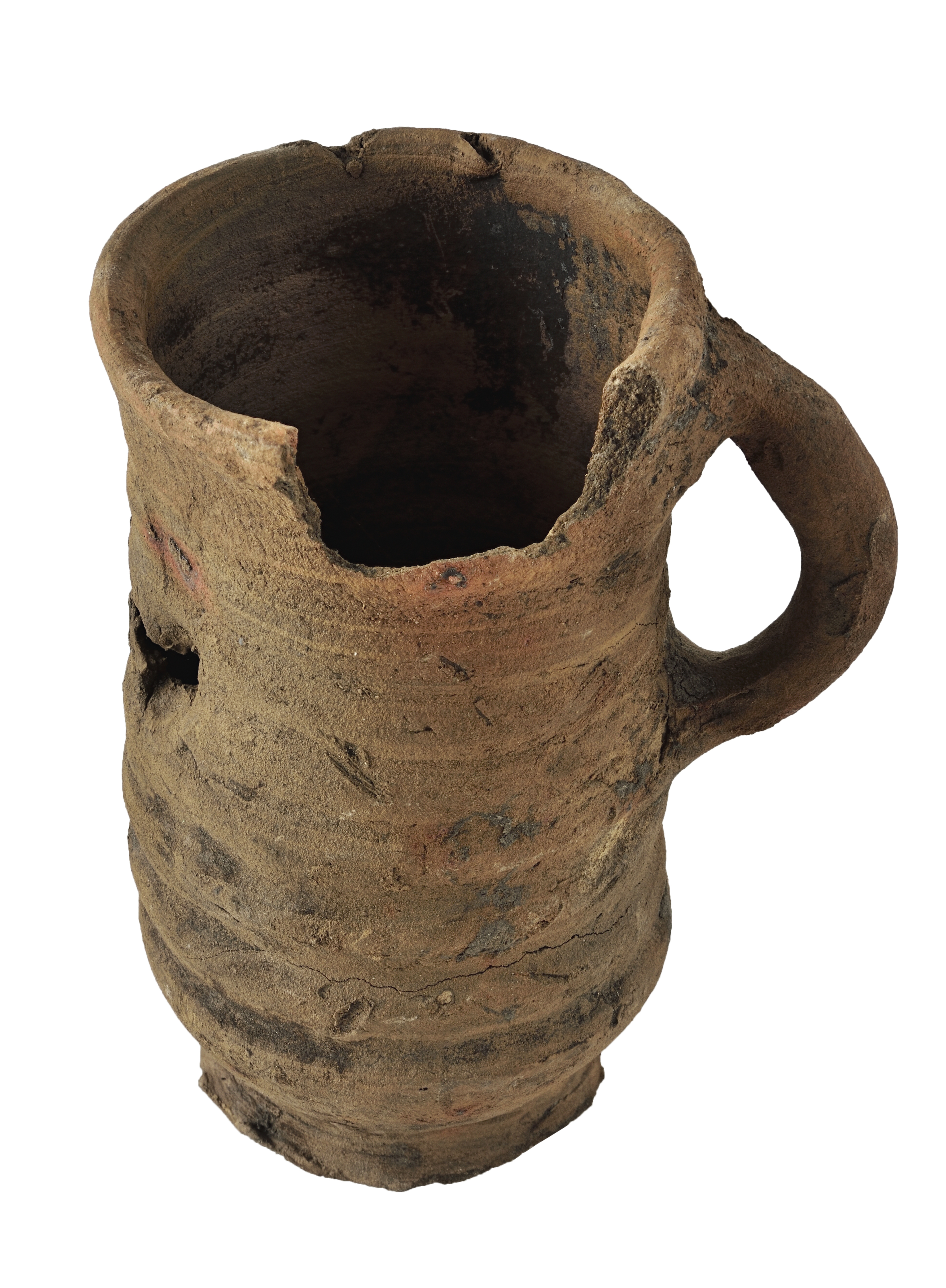
Beker in aardewerk, ca. 1225-1325 (Collectie Raakvlak).
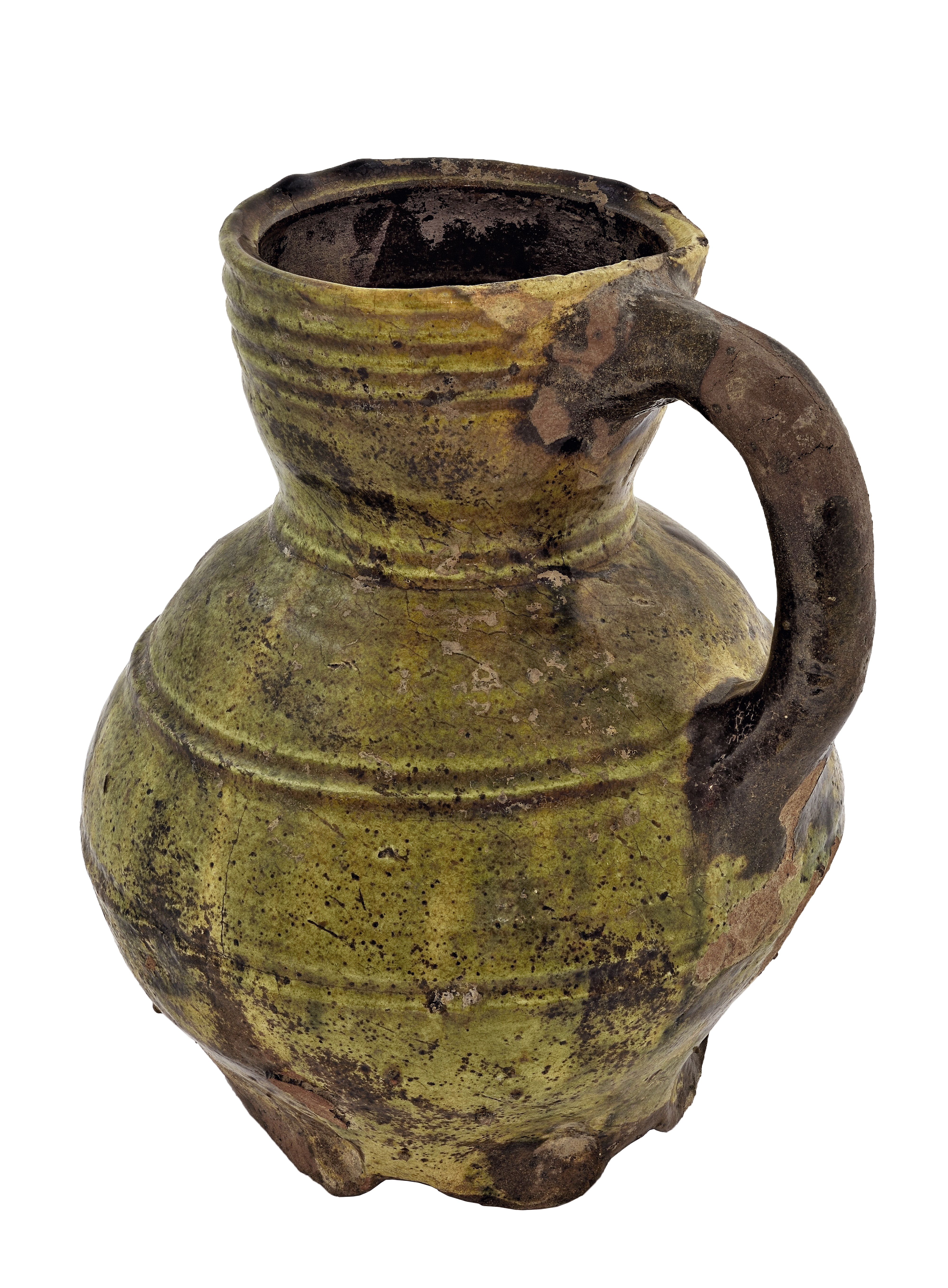
Kan in rood aardewerk, ca. 1225-1300 (Collectie Raakvlak).
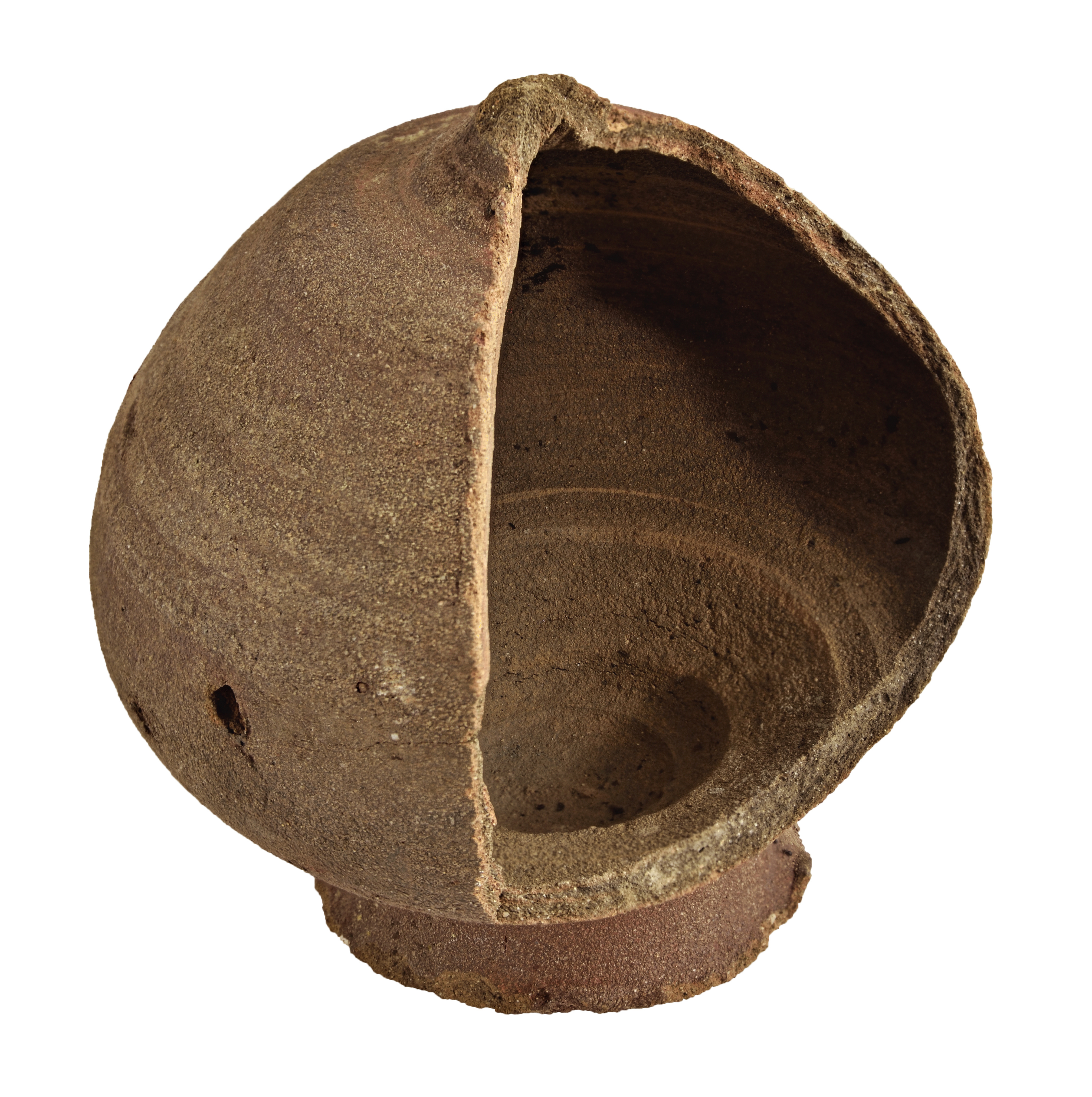
Spaarpot in rood aardewerk, ca. 1225-1325 (Collectie Raakvlak).
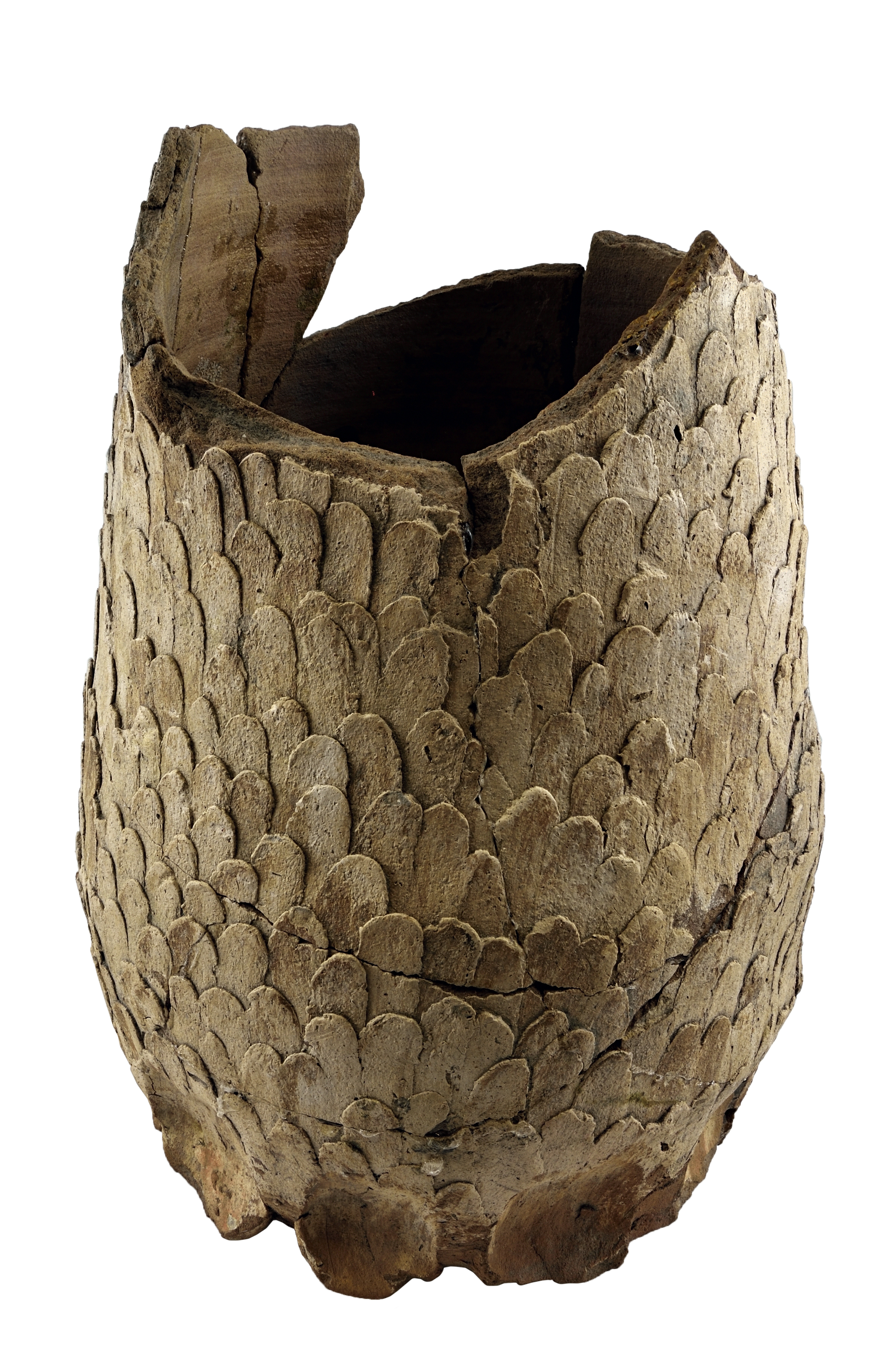
Kan in rood aardewerk, ca. 1225-1300 (Collectie Raakvlak).
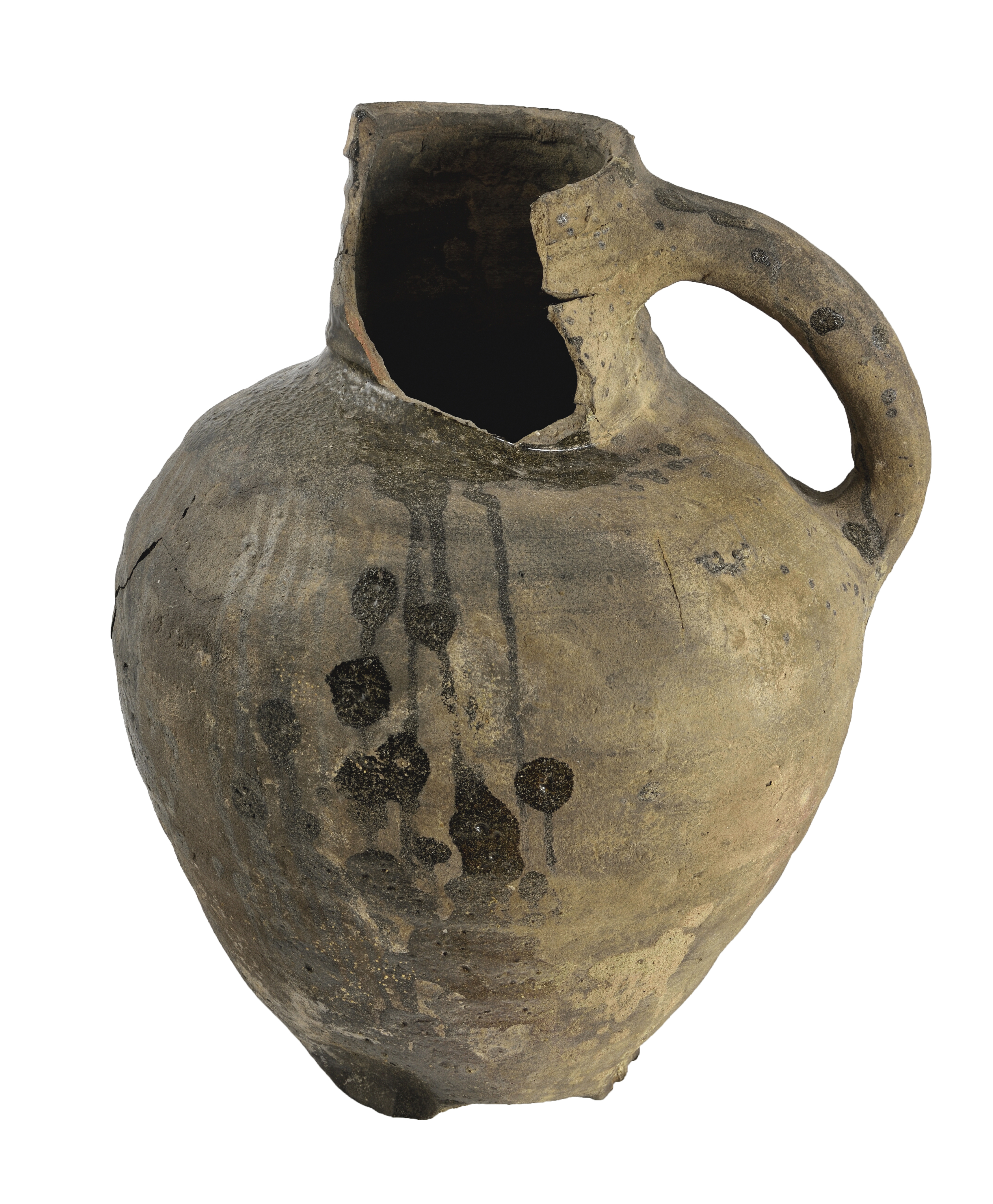
Kan in rood aardewerk, ca. 1250-1325 (Collectie Raakvlak).
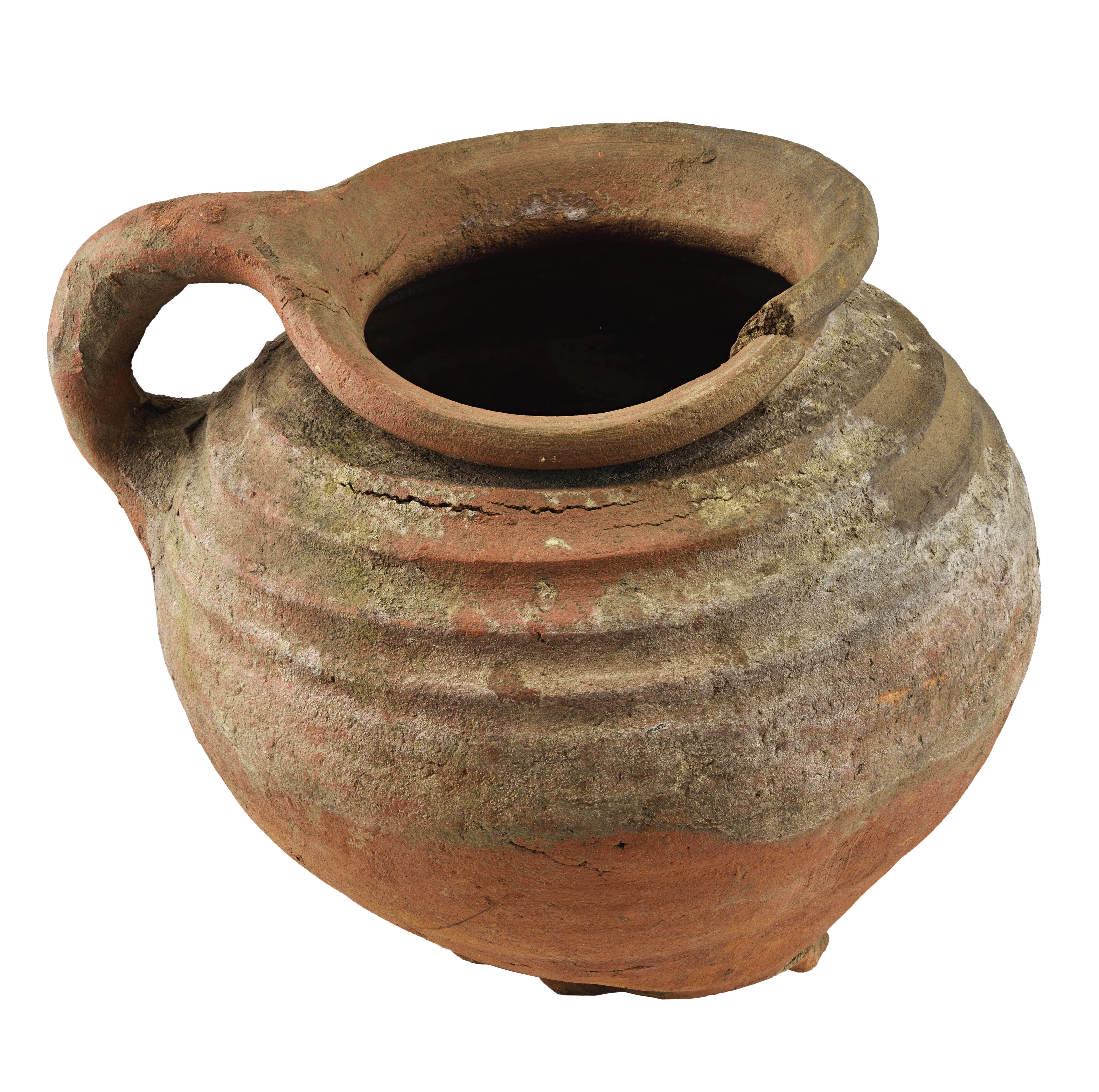
Kan in rood aardewerk, ca. 1250-1325 (Collectie Raakvlak).

## Bekende bewoners
- Julius Sabbe
- Flori Van Acker
- Guido Gezelle
- Familie Veranneman de Watervliet